# Туйчиев, Шарофиддин
Шарофиддин (Шароф) Туйчиевич Туйчиев — таджикистанский учёный в области физики и физикохимии, член-корреспондент Академии наук РТ (14.07.2017).

## Биография
Родился 24.10.1943 в селе Ходи Бохтарского района.
Окончил физико-математический факультет Таджикского государственного университета им. В. И. Ленина (1965) и аспирантуру в Ленинграде, в 1972 г. защитил кандидатскую диссертацию на тему физикохимии полимеров.
В 1972—1978 старший научный сотрудник Лаборатории проблем физики стойких полимеров, в 1978—1980 руководитель научно-исследовательского отдела Таджикского государственного университета.
В 1982—1989 доцент кафедры общей физики Таджикского государственного педагогического университета имени С. Айни.
С 1989 г. работает в Научно-исследовательском институте Таджикского национального университета, в 1994—2009 начальник отделов, в настоящее время — научный руководитель отдела физики конденсированных сред.
Области научных интересов: рентгеноструктурный анализ вещества, физикохимия твердых органических соединений, радиационная физика твердых тел и полимеров.
Доктор физико-математических наук, диссертация:
- Деформационное и термическое поведение структурных элементов ориентированных полимерных систем : диссертация … доктора физико-математических наук : 01.04.19. — Душанбе, 1990. — 355 с. : ил.

Профессор. Член-корреспондент Академии наук РТ (14.07.2017).
Заслуженный деятель Республики Таджикистан. Лауреат премии Президента Республики Таджикистан имени Султона Умарова (2014).
Публикации:
- Структура и свойства полимерных нанокомпозитов / Ш. Туйчиев, Д. Рашидов. -Душанбе: Эр- Граф, 2018. −212 с.
- Деформационное и термическое поведение ориентированных полимерных систем. — Худжанд, 1992.
- Методы исследования свойств и структуры биополимеров. — Худжанд,, 2000.
- Дискретный спектр физических свойств и природа разрушения полимеров. — Д.: Дониш, 2005.

Его 70-летию со дня рождения и 50-летию трудовой деятельности была посвящена Республиканская научная конференция «Современные проблемы физики конденсированных сред», 24 октября 2015 г. Душанбе.